# Hydrophorus tristanensis
Hydrophorus tristanensis är en tvåvingeart som först beskrevs av Macquart 1847.  Hydrophorus tristanensis ingår i släktet Hydrophorus och familjen styltflugor.
Artens utbredningsområde är Tristan da Cunha. Inga underarter finns listade i Catalogue of Life.